# 力拓加铝天文馆
力拓加铝天文馆（英語：Rio Tinto Alcan Planetarium）是蒙特利尔天文馆的继承者，位于加拿大魁北克省蒙特利尔市顾拜旦大道4801号，是生命空间（Space for Life；Espace pour la Vie）的一部分，靠近蒙特利尔奥林匹克体育场和蒙特利尔生态馆（Biodome）。新馆包括两个独立的穹顶剧院：“混沌”（"Chaos"）和“银河”（"Milky Way"），以及空间和天文学展览。2013年4月正式开业。
该建筑由Cardin + Ramirez et Associés, Architectes设计，用铝和混凝土建造，被认证为LEED白金级建筑。